# Николаевка (Кораблинский район)
Никола́евка — населённый пункт, входящий в состав Молвинослободского сельское поселение  сельского поселения Кораблинского района Рязанской области.

## Топонимика
Деревня Николаевка названа либо по имени Николая Биркина, либо по наименованию приходского храма.

## География
Находится в 7 километрах севернее города Кораблино. Недалеко от Николаевки протекает река Проня.

## История
Деревня Николаевка возникла в конце первой половины XIX века. Это был выселок из села Филатово. Селение входило в приход Николаевской церкви села Филатово. 
Деревней Николаевка владели выходцы из известного рода Биркиных, представителем которого был и майор Николай Гаврилович Биркин. Кроме Николаевки, Биркины являлись также владельцами села Филатово. 
В 1850 году имелся 21 двор.
На 1859 год Николаевка состояла из 25 дворов.
В 1941 году немецкой авиацией совершались налёты на железнодорожный мост на реке Проне, который находится недалеко от Николаевки.
В 1958 году вблизи деревни было развёрнуто строительство угольных шахт.

## Население
| 1859 | 1897 | 1906 | 2010 |
| ---- | ---- | ---- | ---- |
| 223  | ↗576 | ↗725 | ↘17  |

## Уличная сеть
- Дачная улица
- Кукуевская улица